# USS Iowa (BB-4)
Броненосец «Айова» (англ.  Battleship "Iowa") — первый высокобортный эскадренный броненосец 1-го класса, построенный для ВМФ Соединенных Штатов. Разработан как улучшенная версия эскадренных броненосцев береговой обороны типа «Индиана», превосходя их в плане мореходности, скорости и эффективности артиллерийского вооружения. Во время Испано-американской войны 1898 года был флагманом адмирала Сэмпсона и принимал участие в бою при Сантьяго-де-Куба. В 1919 году был списан, переименован в Coast Battleship No. 4 чтобы освободить имя для строящегося супердредноута, и переделан в радиоуправляемый корабль-мишень. Потоплен на учениях в 1923 году.

## История
Будучи первыми современными эскадренными броненосцами 1-го класса в американском флоте, «эскадренные броненосцы береговой обороны» типа «Индиана» не полностью устраивали американских адмиралов. Главным недостатком этих кораблей считалась неудовлетворительная мореходность, из-за недостаточной высоты надводного борта и низкого расположения артиллерии. Военно-морские специалисты считали, что броненосцы — даже береговой обороны — должны обладать мореходностью, позволяющей им в случае необходимости совершать длительные океанские переходы с Атлантического на Тихоокеанский берег и по крайней мере ограниченно сражаться в открытом море. В 1880-х США обзавелись рядом отдаленных от метрополии территорий, включавших Аляску и Гавайи: в случае иностранных посягательств на них, была высока вероятность что американским кораблям придется сражаться вдали от берегов в открытом море.
Конгресс согласился с этими доводами, и 19 июля 1892 года авторизировал постройку «океанского эскадренного броненосца береговой обороны», водоизмещением в 9000 тонн. Согласно техническому заданию, корабль должен был иметь возможность совершать длительные океанские переходы и эффективно сражаться в открытом море при любой погоде. Корабль, получивший (впервые в американском флоте) название «Айова» был заложен на стапеле верфи «Уильям Крамп и сыновья» 5 августа 1893 года.

## Конструкция

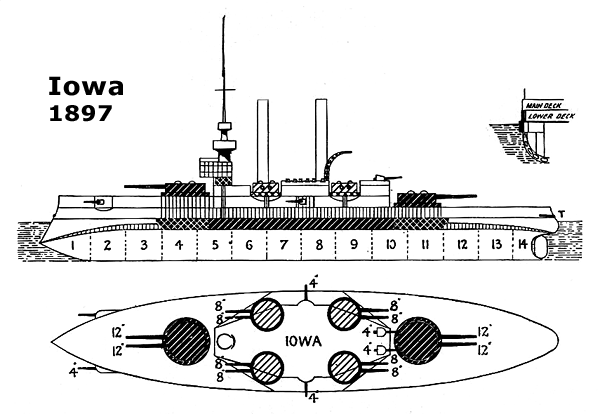
Схема броненосца «Айова»

В отличие от предыдущих броненосцев типа «Индиана», новый американский эскадренный броненосец был высокобортным кораблем, приспособленным для действий в океане. Его мореходность была существенно улучшена введением высокого полубака, протянувшегося от форштевня до кормовой части надстройки. В результате, «Айова» значительно меньше заливалась волнами и лучше всходила на волну.
Броненосец имел длину 110 метров, ширину 22 метра и осадку в 7,3 метра. Он имел полное водоизмещение в 11528 тонн, и нехарактерный для американского кораблестроения того времени силуэт с высоким полубаком, прямоугольной надстройкой в центре корпуса, сильным завалом бортов внутрь и двумя очень высокими и тонкими трубами.

### Вооружение
Основное вооружение «Айовы» составляли 305-миллиметровые 35-калиберные орудия. Формально менее мощные, чем огромные 330-миллиметровые орудия-монстры «Индиан», пушки «Айовы» на практике были гораздо надежнее, и перезаряжались в более приемлемом темпе один выстрел в 2-3 минуты.
Дальнобойность орудий «Айовы» при максимальном угле возвышения в 15 градусов составляла 11000 метров. На расстоянии в 8000 метров, тяжелый 394-килограммовый снаряд, запускаемый с начальной скоростью в 640 метров в секунду, пробивал 295-миллиметровую гарвеированную броню. Орудия были первыми тяжелыми пушками в американском флоте, изначально приспособленными к стрельбе бездымным порохом. Боезапас составлял 60 снарядов на ствол.
Орудия главного калибра «Айовы» располагались в двух броневых башнях, в носовой и кормовой оконечностях. Носовая башня располагалась на баковой палубе и была высоко приподнята над волнами, в то время как кормовая находилась палубой ниже. Впервые в американском флоте, башни были сбалансированы противовесами, и при развороте орудий на борт центр тяжести корабля не смещался.
Вспомогательное вооружение включало орудия промежуточного 203-миллиметрового калибра, ранее введенные на «Индианах». Восемь 203-миллиметровых 35-калиберных орудий располагались в четырёх броневых башнях по углам надстройки. Орудия имели скорострельность примерно 1 выстрел в полторы минуты, но к 1900-м за счет улучшения процедур перезарядки и лучшего обучения экипажей удалось поднять скорострельность до 2-3 выстрелов в минуту. Боезапас составлял 75 снарядов на ствол.
Скорострельное вооружение было представлено шестью 102-миллиметровыми скорострельными орудиями с длиной ствола в 40 калибров. Это были первые в американском флоте скорострельные орудия с унитарным заряжанием. Хотя они существенно уступали по мощности снаряда 152-миллиметровым «скорострельным» орудиям «Индиан», но зато легкие 102-миллиметровые пушки выдавали практическую скорострельность около 8 выстрелов в минуту и гораздо лучше подходили на роль «скорострельных». Два орудия находились в центре корпуса в бронированных казематах, два — в носовой части, в незащищенных казематированных установках, и ещё два стояли в щитовых установках на крыше в кормовой части надстройки.
Противоминное вооружение корабля состояло из 20 6-фунтовых орудий, из которых часть размещалась в казематах на главной палубе, а часть — на крыше надстройки и крыльях мостика, и четырёх 1-фунтовых пулеметов Дриггса-Шредера. Торпедное вооружение состояло из четырёх 360-миллиметровых надводных торпедных аппаратов для гиродинамических торпед Хоуэлла.

### Броневая защита
Броневая защита «Айовы» была целиком выполнена из Гарвеированной брони по схеме «всё или ничего». Главный пояс защищал цитадель корабля между башнями главного калибра, и имел максимальную толщину 356 миллиметров. К нижней кромке пояс сужался до 280 миллиметров. Над главным поясом проходил верхний, толщиной в 127 миллиметров, и прикрывающий пространство от верхней кромки главного пояса до главной палубы.
Оконечности не имели вертикальной защиты. Их прикрывала горизонтальная броневая палуба, толщиной в 76 миллиметров, проходившая на уровне ватерлинии, и в оконечностях спускавшаяся под воду.
Батарея главного калибра была прикрыта 356-миллиметровой броней башен и 250-миллиметровой броней барбетов (дополнительную защиту обеспечивал верхний пояс). Башни промежуточного калибра защищались 152-миллиметровой броней: их барбеты и элеваторы подачи боеприпасов имели толщину 203 мм. Казематы центральной пары скорострельных орудий защищала 100-мм броня.
В целом, хотя бронирование «Айовы» и уступало в мощности чудовищным 457-миллиметровым гарвеированным плитам «Индиан», оно было лучше рассчитано и защищало большую площадь.

### Силовая установка
Силовая установка «Айовы» состояла из двух паровых машин тройного расширения общей мощностью в 11000 л.с. Они обеспечивали максимальную скорость в 17,5 узлов. Запаса угля хватало на 11000 км экономического 10-узлового хода.

## Служба

### Радиоуправляемый корабль-мишень IX-6
В 1919 году, списанную «Айову», уже переименованную в Coast Battleship No. 4 чтобы освободить название, было решено перестроить в радиоуправляемый корабль-цель — один из первых таких кораблей в мире — для обучения артиллеристов практической стрельбе по маневрирующей, активно уклоняющейся цели. Для этого, на верфи ВМФ в Филадельфии с корабля демонтировали все вооружение и башни главного калибра. Отсеки корпуса заварили наглухо, оставив лишь минимум переходов между ними, и установили дополнительные помпы для быстрой откачки воды. Котлы корабля перевели на нефтяное питание, чтобы обеспечить возможность работы длительное время без кочегаров. И для управления кораблем, в броневой рубке была смонтирована аппаратура радиоуправления основными системами, соединенная с антеннами на мачтах.
Корабль, переименованный в корабль-мишень IX-6, броненосец вышел на испытания в Чесапикский Залив. Контроль за его действиями осуществлялся с борта броненосца «Орегон». После выхода в открытое море, команда покинула IX-6 на шлюпках, и корабль продемонстрировал маневрирование и перемещение под радиоуправлением.
Корабль принимал участие в учениях в апреле 1922, в Хэмптон-Роудс и ряде других маневров. В 1923 году корабль перешел на Тихий Океан чтобы принять участие в масштабных учениях флота по отработке защиты Панамы. 23 марта 1923 года, IX-6 был сначала обстрелян из 127-миллиметровых орудий, а затем из 356-миллиметровых орудий сверхдредноута «Миссисипи». Всего в корабль попало 30 крупнокалиберных снарядов. Наконец, под вечер, «Миссисипи» обстрелял IX-6 боевыми 356-миллиметровыми снарядами и после трех полных бортовых залпов потопил его в Панамском Заливе.

## Оценка проекта
В целом, «Айова» была несомненным триумфом американского кораблестроения. На ней были исправлены большинство недостатков первых американских эскадренных броненосцев, и она обладала отличной мореходностью, высокой скоростью, прекрасной защищенностью и мощным вооружением. Хотя американские тяжелые орудия и уступали качеством современным тяжелым орудиям Старого Света, тем не менее, 35-калиберные 305-миллиметровые пушки «Айовы», стоящие в сбалансированных башнях, были значительно эффективней формально более мощных орудий «Индиан». Важным аргументом в пользу «Айовы» была также её мощная промежуточная артиллерия и первые по-настоящему скорострельные американские орудия.
В результате, американцам удалось создать (практически без опыта) броненосец, немногим уступающий европейским современникам. Но сами американцы оказались, видимо, не в состоянии разглядеть сильные стороны проекта, так как последующие две серии броненосцев не заимствовали почти ничего от дизайна «Айовы».